# سید محمد حبیبی
سید محمد حبیبی متولد بندر انزلی گیلان در کشور ایران است. وی یکی از پیشکسوتان تیم ملی فوتبال و فوتسال ایران و  ملوان بندر انزلی و یکی از خاص ترین مربیان فوتبال ایران محسوب میشود که دارای بالاترین مدارک مربیگری جهان است  .

## بیوگرافی
وی از سال ۱۳۶۲ تا ۷۸ به عنوان دروازه‌بان اصلی ملوان و از سال ۷۸ تا کنون به عنوان مربی دروازه بان ها در خدمت این تیم گیلانی بوده است. حبیبی در سال ۱۳۷۴ با تیم فوتسال جمهوری اسلامی ایران به عنوان نخست آسیا دست یافت و در همین سال نیز عنوان برترین بازیکن اخلاق فوتبال ایران را کسب کرد.

### مرد اخلاق فوتبال ایران
در سال ۹۰ مربی تیم فوتبال ملوان از سوی سازمان لیگ برتر به عنوان مربی برتر اخلاق انتخاب شد و در نخستین هم اندیشی اخلاق در فوتبال ایران از وی تجلیل به عمل  آمد.

## افتخارات
- قهرمانی جام حذفی فوتبال ایران  با تیم ملوان به عنوان بازیکن ● قهرمان لیگ آزادگان لیگ 1 و صعود به لیگ برتر به عنوان مربی
- قهرمان آسیا با تیم ملی فوتسال جمهوری اسلامی ایران به عنوان بازیکن